# Kalser Tauernhaus
Das Kalser Tauernhaus ist ein Schutzhaus der Kategorie I der Sektion Mönchengladbach des Deutschen Alpenvereins. Die Hütte liegt auf 1755 m ü. A. in der Glocknergruppe im Dorfertal, das westlich des Großglockners den Übergang zur Granatspitzgruppe markiert. Sie wird von Anfang Juni bis Mitte Oktober (witterungsabhängig) bewirtschaftet. Es steht kein Winterraum zur Verfügung.

## Geschichte
Die Hütte wurde von 1928 bis 1930 durch die Kalser Bergführer als Stützpunkt für Glocknertouristen errichtet. Die Einweihungsfeierlichkeiten fanden am 28. Juni 1931 statt.
Im Jahr 1962 übernahm und sanierte die Sektion Mönchengladbach des Deutschen Alpenverein die Hütte. 1986 wurde der Anbau mit neuen Wasch- und Sanitärräumen fertiggestellt. In den 1970er- und 80er-Jahren war die Zukunft der Hütte lange Zeit ungewiss, da die österreichische Energiewirtschaft Pläne hatte, das Dorfertal im Bereich der Klamm aufzustauen und das Wasser des so entstandenen Stausees zur Elektrizitätsgewinnung zu nutzen.
Zuletzt wurde die Hütte mit einer vollbiologischen Kläranlage und einem Wasserkraftwerk zur Stromversorgung ausgestattet.
Die Versorgung des Kalser Tauernhauses findet auf konventionellem Weg mit PKW statt, da bis zum Kalser Tauernhaus ein für den öffentlichen Verkehr gesperrter Wirtschaftsweg existiert.

## Zustieg
Der Zustieg zum Kalser Tauernhaus erfolgt vom Kalser Weiler Taurer (1521 m, dort Parkmöglichkeiten und Bushaltestelle) durch die Klamm des Dorferbaches und den weitläufigen Talboden des Dorfertales in 1½ Stunden auf gutem Weg.
Ein alternativer Zustieg startet beim Restaurant Moar-Alm (1793 m), das von Kals-Taurer über eine Bergstraße mit dem PKW erreichbar ist. Von dort über die „Stiege“ Abstieg (Trittsicherheit erforderlich) ins Dorfertal und in insgesamt ebenfalls 1½ Stunden zur Hütte.

## Tourenmöglichkeiten
- Im Talschluss des Dorfertales bietet sich der Dorfersee, der durch einen Felssturz entstanden ist, als einfach zu erreichendes Tourenziel an. Eine Stunde von der Hütte.
- Der Kalser Tauern (2518 m) ist ein historisch bedeutsamer Übergang von Osttirol in den Pinzgau. Vom Kalser Tauernhaus ist er in 3 Stunden erreichbar.
- Vom Kalser Tauern ist der Medelzkopf (2760 m) durch Blockwerk in 45 Minuten erreichbar.

## Übergänge
- Über den Gradetzsattel zur Sudetendeutschen Hütte (2650 m) in 4½ Stunden.
- Zum Berghotel Rudolfshütte (2252 m) über den Silesia-Höhenweg oder den Dorfersee zum Kalser Tauern und Gegenabstieg zur Hütte in jeweils 4 Stunden.
- Die Stüdlhütte (2801 m) kann in 5½ Stunden nach einem Abstieg nach Kals-Taurer und einem anschließenden Aufstieg durch das Teischnitztal erreicht werden.